# Ovo

Diagrama de um ovo – Legenda:
1- Conquilha ou casca,
2- Membrana externa,
3– Membrana interna, 4– Calaza, 5– Albumina exterior, 6– Albumina média ou clara, 7 – Membrana vitelina, 8– Núcleo, 9– Gérmen,
10– Gema amarela, 11 – Gema branca, 12– Albumina interior, 13 – Calaza, 14– Câmara de Ar,
15 – Conquilha ou casca

O ovo, do ponto de vista da biologia, é o zigoto dos animais. É uma célula que se forma após a fusão do núcleo do óvulo (pronúcleo feminino, haploide) com o núcleo do espermatozoide (pronúcleo masculino, haploide) por cariogamia, o que dá origem à célula diploide denominada ovo ou zigoto.
Os animais de reprodução sexuada possuem três tipos de mecanismos de desenvolvimento do zigoto: os que se desenvolvem dentro de um ovo são chamados de Ovíparos; os que se desenvolvem em ovos no interior da mãe, no qual a eclosão ocorrerá ainda no interior materno,  sendo liberados já formados são os Ovovíparos; e os que o embrião irá se desenvolver completamente no interior materno utilizando as reservas fisiológicas da mãe são conhecidos como Vivíparos.
Nos seres humanos, tal como na maioria dos mamíferos, para que esta célula se forme é necessário que um espermatozoide “atravesse” a zona pelúcida (que reveste o ovócito II e o 1º glóbulo polar) de modo a “introduzir” o seu núcleo no ovócito II que se encontra em metáfase II – Fecundação. Em virtude deste “estímulo” termina a meiose originando o óvulo e o 2º glóbulo polar (que irá degenerar juntamente com o 1º glóbulo polar anteriormente formado). No interior do óvulo se encontra o seu pronúcleo (pronúcleo feminino) e o pronúcleo masculino (oriundo do espermatozoide). Ambas as cariotecas ficam próximas, porém não se fundem (nos mamíferos) num primeiro momento, a fusão ocorrerá no alinhamento da metáfase da primeira mitose. As cariotecas irão se degenerar e originar o ovo ou zigoto (diploide). Este processo é fundamental na reprodução sexuada.

## Desenvolvimento Embrionário
Após a fecundação, o embrião começa a se desenvolver, passando por várias modificações, genes são ativados ocorrendo assim a Diferenciação Celular.  Na espécie humana, é identificada como as principais fases do desenvolvimento do embrião a clivagem ou segmentação, gastrulação e organogênese.
Durante a clivagem, as divisões mitóticas são rápidas, dando origem a células conhecidas como Blastômeros, aumentando em número de células, mas não de tamanho.
O primeiro estágio da clivagem é a mórula, um maciço celular, mais de 16 células, originado entre o terceiro e quarto dia após a fecundação. Na segunda e última etapa ocorre a blástula, onde as células delimitam uma cavidade interna chamada blastocele, cheia de um líquido produzido pelas próprias células.
Até a fase de blástula, as células embrionárias são chamadas de células-tronco, que podem originar todos os diferentes tipos de célula do corpo. A partir da blástula, inicia a fase de gastrulação, onde o embrião começa a aumentar de tamanho e surge o intestino primitivo ou arquêntero e ocorre a diferenciação dos 3 folhetos germinativos ou embrionários: ectoderma, mesoderma e endoderma.

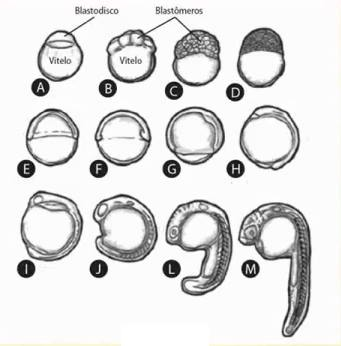
Desenvolvimento embrionário

A última fase do desenvolvimento embrionário é a organogênese, onde ocorre a diferenciação dos tecidos e órgãos. O primeiro estágio dela é a neurulação, quando há formação do tubo neural, que se diferenciará no sistema nervoso central. Durante a neurulação, o embrião recebe o nome de nêurula. A organogênese termina até a oitava semana de gestação, por volta do 56º dia. Nesse período, o embrião mede cerca de 3 cm de comprimento. Depois da nona semana até o nascimento, o indivíduo em formação passa a ser chamado de feto. O nascimento ocorre em média durante a 38ª semana de gestação.

## Tipos de ovos

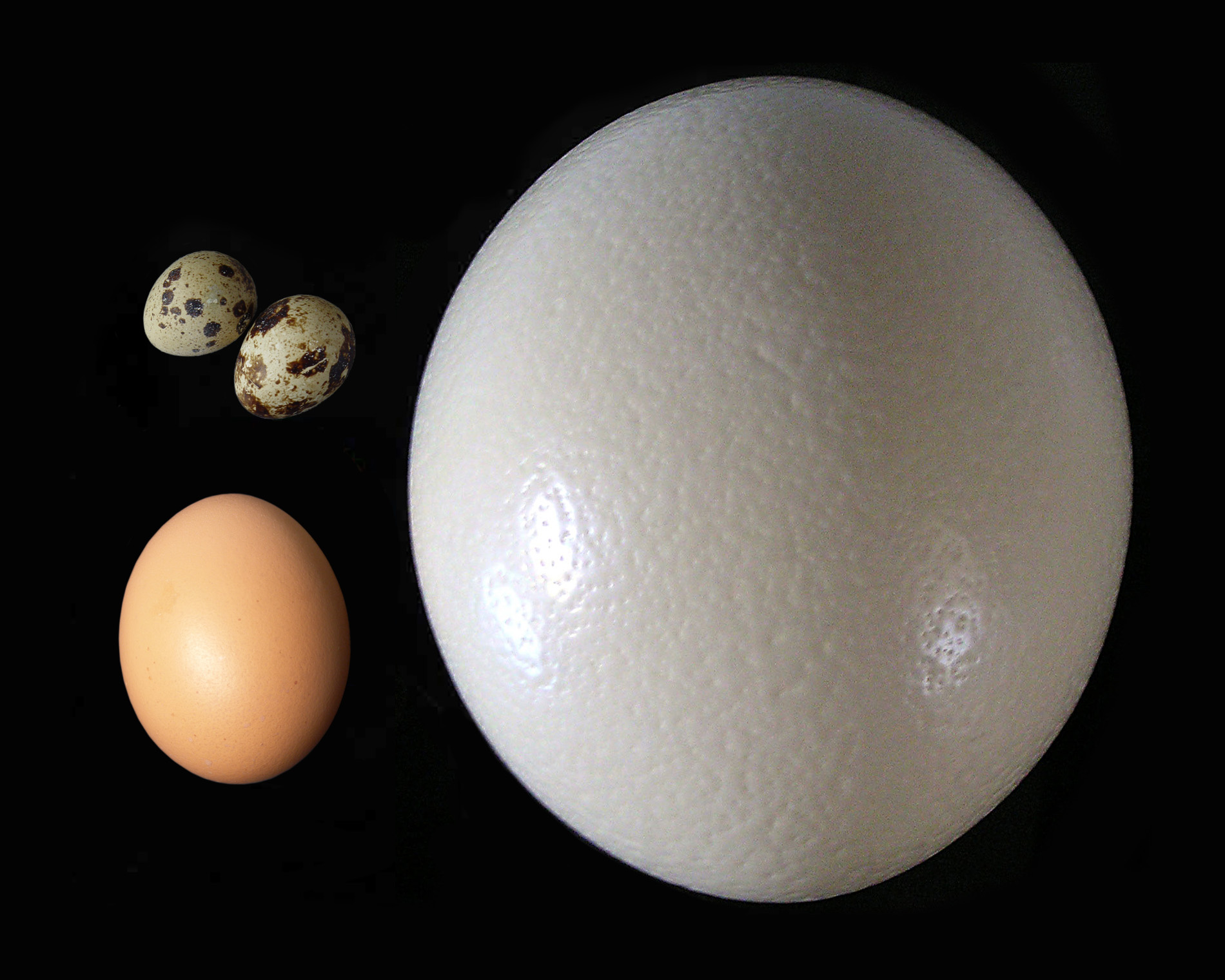
Comparação entre o tamanho de um ovo de avestruz (à direita), de galinha (à esquerda, em baixo) e de codorniz (à esquerda, em cima)

O ovo animal é classificado com base na quantidade e distribuição de vitelo que há em seu citoplasma. Pode ser oligolécito, heterolécito, telolécito ou centrolécito.
- Ovos oligolécitos são aqueles que possuem pouco vitelo, distribuído de forma homogênea por todo o citoplasma. Contudo há um leve acúmulo de vitelo em um dos polos, que passa a se chamar polo vegetativo. O outro polo passa a se chamar polo animal. Animais com esse tipo de ovo são os mamíferos, anfioxos e equinodermos.
- Ovos heterolécitos ou ovos mesolécitos são aqueles que possuem grande quantidade de vitelo, distribuída de forma não-homogénea. O polo vegetativo apresenta uma concentração muito maior de vitelo em relação ao polo animal. Animais com esse tipo de ovo são os moluscos, anfíbios e anelídeos.
- Ovos telolécitos ou ovos megalécitos são aqueles que possuem uma quantidade de vitelo tão grande (ainda maior que a do heterolécito) que faz com que as estruturas citoplasmáticas e o núcleo fiquem totalmente no polo animal do ovo. Animais com esse tipo de ovo são as aves, os peixes que produzem pequena quantidade de ovócitos, e os répteis.
- Ovos centrolécitos são aqueles que possuem o vitelo no centro do ovo. Esse ovo não possui polos e está presente nos artrópodes.

## Deterioração e contaminação
O espaço interno dos ovos é, a princípio, estéril. No entanto, tanto a exposição a micróbios e fungos quanto a contaminantes encontrados na casca ou cercanias dos ovos podem provocar alterações físicas ou químicas nos ovos. Ovos deteriorados podem emitir um odor pútrido, embora alguns tipos de bactérias possam contaminá-los sem que sinais significativos possam ser percebidos.

## Ovos de aves

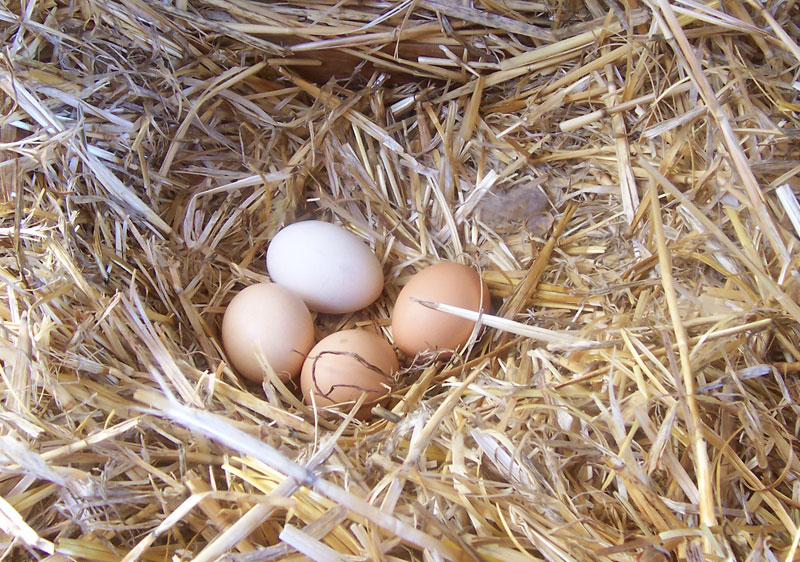
Ovos em um ninho (provavelmente de galinha)

Ovos de aves são colocados por fêmeas e incubados por um tempo que varia de acordo com a espécie; um único jovem de cada ovo. Os tamanhos médios de ninhagem variam de um (como nos condores) a cerca de 17 (a perdiz cinzenta). Algumas aves põem ovos mesmo quando não fertilizadas (por exemplo, galinhas); Não é incomum para os donos de animais encontrarem suas ninhadas solitárias em uma ninhada de ovos não fertilizados, que às vezes são chamados de ovos eólicos.

### Cor
A cor do ovo teve uma única origem evolutiva em eumaniraptoranos.